# Gudmundsskäret

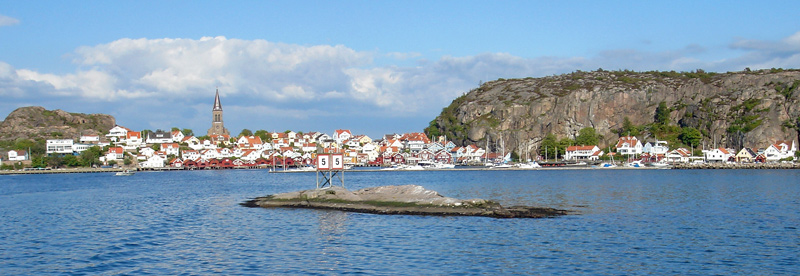
Gudmundsskäret, maj 2008

Gudmundsskäret är ett drygt meterhögt skär beläget 250 meter NW om Fjällbacka hamn i Tanums kommun, Bohuslän.  
Skäret har haft viss betydelse för kunskapen om landhöjningen eller vad man först trodde vara den så kallade vattuminskningen.

## Pehr Kalm om Gudmundsskäret
Så här skriver Pehr Kalm om vad han hörde berättas om Gudmundsskäret i Fjällbacka år 1742:
| ”                                                                                             | Vattnets förminskande i västerhavet kan man sluta av Gudmundsskäret, som är en helt liten klippa, stor som ett lagom kammargolv och ligger mitt på sundet nedanför Fjällbacka. Detta Gudmundsskär står nu denne tid en vid medelmåttigt vatten ungefär en aln över vattenbrynet men har tilförene alldeles stått under vatten och varit obekant tills vid pass 200de år sedan, då man av en händelse, som därvid passerat, först fick veta av det, varom klockaren i Kville, en man av 76 års ålder, lämnat mig följande berättelse: Den siste påviske präst som varit uti Kville, har hetat Gudmund: då nu konungen i Danmark beslutat, att den lutherska religion skulle här införas, blev hit sänd från Christiania en luthersk präst, vilken vid sin ankomst lät den påviske veta, varföre han var kommen. Då den påviske det förnam, begärde han, det han om följande söndagen måtte få hålla sin avskedspredikan, vilket honom efterläts. Han predikade alltså om söndagen förmiddagen och bland annat bedyrade, att den påviska läran var den rätta, önskandes till slut, att Herren ville bevisa med ett tecken, att densamma läran vore den förnämsta. Efter middagen predikade den lutherske prästen, vars namn var Gude Giedde, och då han slutat sin predikan, sade han, att emedan den katolske prästen önskat tecken, så ville han ock begära ett tecken av Gud, att hans lära vore den rätta och ej den katolska. Därefter lagar den katolske prästen sig till reds, stiger på en båt vid Fjällbacka, havandes 2ne karlar, som skulle ro honom och dess saker, och då de hissat upp segel och kommo mitt på sjön, som ligger nedanför Fjällbacka, seglade de omkull på en klippa, som man aldrig tillförene vetat av. Påviska prästen omkom då i vattnet, men de bägge karlar blevo frälste; klippan har sedan allt till denna dag blivit kallad Gudmundsskäret. Söndagen därefter, då Gude Giedde kom att predika, sade han: den påviska prästen begärde tecken av Gud, jag begärde ock tecken, nu har Gud hört min bön och med tecken bevisat att min lära är den rätta men hans ej. Därpå föll allmogen hopctals till den lutherska läran. Till denna historia fogade klockaren än detta, att en gång har hänt sig, att då Gude Giedde var i kyrkan, där prästerna fordom hade sin spannmål, och mätte ut säd till dem som sådde, somnade han in, och då skall han fått höra en röst som sagt: Gude Giedde, så länge Kville församling står, skall av dina efterkommande vara kyrkoherdar härstädes. Denne spådom har träffat in allt härtill. | „ |
| – Kalm, Pehr; Pehr Kalms Wästgötska och Bohuslänska Resa (Resan genomförd 1742, utgiven 1746) | |   |